# Ozark Jubilee
Ozark Jubilee was de eerste, door een groot Amerikaans netwerk op primetime uitgezonden tv-show met countrymuziek.

## Geschiedenis
Een plaatselijke voorloper werd in 1953 in het leven geroepen door Ely E. Siman in Springfield. Het werd geproduceerd in Springfield (Missouri). De wekelijkse liveshow ging in première bij ABC-TV op 22 januari 1955, werd omgedoopt tot Country Music Jubilee op 6 juli 1957 en werd uiteindelijk Jubilee USA genoemd op 2 augustus 1958. De serie hielp op zaterdagavond om countrymuziek populair te maken in de steden en buitenwijken van Amerika en trok meer dan negen miljoen kijkers. De versie van ABC Radio werd vanaf augustus 1954 door miljoenen anderen beluisterd.
Een typisch programma omvatte een mix van vocale en instrumentale uitvoeringen, komische routines, square dancing en af en toe een nieuwigheidsact. De gastheer was Red Foley, een van 's lands beste country-muziekpersoonlijkheden die door Billboard werd gerangschikt als de «# 5 Top Country Artist» voor de jaren 1940 en #5 in de jaren 1950. Grote namen als Patsy Cline, Eddy Arnold, Johnny Cash en Faron Young werden afgewisseld met een vaste cast, waaronder een groep jong talent die de Jubilee landelijke bekendheid bracht: de 11-jarige Brenda Lee, Porter Wagoner, Wanda Jackson, Sonny James, Jean Shepard en The Browns. Andere aanbevolen castleden waren Webb Pierce, Bobby Lord, Leroy Van Dyke, Norma Jean en Carl Smith.
Carl Perkins, die Blue Suede Shoes zong, maakte zijn tv-debuut in de serie, waarin honderden populaire artiesten te zien waren die alles uitvoerden, van rockabilly, country en western, bluegrass en honky tonk tot de Nashville-sound, gospel en folk. Verschillende nu legendarische sessiemuzikanten zorgden soms voor begeleiding tijdens de show, waaronder Grady Martin, Hank Garland, Bob Moore, Charlie Haden, Cecil Brower, Tommy Jackson en Bud Isaacs. De geniale Foley sloot elke show van het Jewell Theatre in het centrum van Springfield af met een 'song of inspiration of een recitatie uit zijn album Keepsake en zijn kenmerkende song was Goodnight mama, goodnight papa, voordat hij het publiek inliep om iedereen de hand te schudden terwijl de aftiteling rolde.
The Jubilee werd na bijna zes jaar geannuleerd omdat rock-'n-roll in populariteit groeide en deels vanwege publiciteit rond belastingontduiking tegen Foley, die later werd vrijgesproken. Op 24 september 1960 werd de laatste uitzending, net als de eerste in 1955, geopend met Foley, die Hearts of Stone zong. Het programma eindigde met het uitvoeren van May the Good Lord Bless and Keep You. De serie werd verkozen tot «Best Country Music Show» door de jaarlijkse opiniepeiling van Fame magazine van tv-recensenten in 1957 en 1960. In 1961 bracht NBC-TV de spin-off Five Star Jubilee uit.

## Was the Jubilee 'de eerste?'
Het eerste (en eerste live) countrymuziekprogramma op netwerktelevisie was Village Barn, uitgezonden van 1948 tot 1950 door NBC vanuit een nachtclub in New York. Van de late jaren 1940 tot de jaren 1950 zonden de Amerikaanse netwerken een handvol andere countrymuziekshows uit, waaronder Hayloft Hoedown en ABC Barn Dance (ABC); Saturday Night Jamboree (NBC); Windy City Jamboree en The Old American Barn Dance (DuMont). NBC en later ABC zonden ook Midwestern Hayride uit. De shows waren echter over het algemeen kortstondige zomervervangingen en hadden weinig of geen bekende artiesten.
Ozark Jubilee was het eerste netwerk-tv-programma met de beste countrymuzieksterren van Amerika en als gevolg daarvan was het het eerste countrymuziekprogramma dat een aanzienlijk nationaal kijkerspubliek trok. Met vijf jaar en acht maanden houdt het ook het record voor de langstlopende countrymuziekserie op netwerktelevisie (Hee Haw werd na twee jaar gesyndiceerd bij CBS en Austin City Limits presenteert een veel grotere verscheidenheid aan muziek

## Red Foley en de opkomst van Springfield
Tijdens de late jaren 1940 en 1950 produceerden de omroepers Ralph Foster en Si Siman uit Springfield nationaal gesyndiceerde radioprogramma's via RadiOzark Enterprises van Foster en zonden ze lokaal uit via KWTO, ook een opstapje voor tal van countrysterren. Hun stal van countrymuziekshows en talent groeide en Foster geloofde dat Springfield Nashville kon onttronen om het middelpunt van countrymuziek te worden. Hij besefte dat televisie de sleutel was en noemde zijn nieuwe bedrijf Crossroads TV Productions Inc. met Siman en John B. Mahaffey (neef van Foster) als vicepresidenten. Een financier was de lokale zakenman Lester E. Cox. In december 1953 lanceerden ze Ozark Jubilee bij KYTV-TV uit Springfield.
In april 1954, na uitgebreide onderhandelingen, lokte Siman Red Foley weg uit Nashville om de show te presenteren met een eenjarig contract, dat in 1955 voor nog eens drie jaar werd verlengd. Foley werd door velen beschouwd als Amerika's beste countrymuziekster. In 1946 verving hij Roy Acuff als 'master of ceremonies' van het Grand Ole Opry-onderdeel, gedragen door NBC Radio. Zijn populariteit gedurende de volgende acht jaar werd bevestigd met het erkennen ervan als de nummer één countrymuziekshow. Drie maanden later, in juli 1954, stemde ABC-TV ermee in om de Jubilee te kopen en in augustus had ze een radioversie die werd gepresenteerd door Foley en die in juli op KWTO was begonnen.
Om de vaste artiesten op KWTO en de Jubilee te vertegenwoordigen, richtte Foster in maart 1955 Top Talent Inc. op in samenwerking met Siman en om hun liedjes te publiceren, richtte Siman Earl Barton Music Inc. op met de partners Foster, Mahaffey en Cox. Foster, door cast en crew bekend als 'The Skipper', verscheen in de laatste uitzending van Jubilee USA en zong Woodman, Spare that Tree.
In 1956 werd Springfield, met twee andere ABC-shows, gerangschikt achter alleen New York en Hollywood voor de oorsprong van netwerktelevisieprogramma's. Top Talent boekte Jubilee-artiesten in het hele land en in april was Jubilee als derde geëindigd bij de mannen. Volgens The St. Louis Post-Dispatch van februari is Springfield het erkende centrum van de countrymuziekwereld geworden. In feite is men het er algemeen over eens in televisie-, opname- en radiokringen dat Springfield, nu een stad van 90.000 inwoners, Nashville als thuisbasis van The Grand Ole Opry en het oude mekka van hillbilly-muzikanten, op zijn grondvesten heeft doen wankelen. Maar het vertrek van Porter Wagoner en Brenda Lee naar de Music City in 1957 betekende dat de verschuiving niet permanent zou zijn en Springfield genereerde nooit de zaken of de inkomsten van Nashville.
Publiciteit rond aanklachten wegens belastingontduiking door de federale overheid in 1960 die tegen Foley in behandeling waren, beïnvloedde het besluit van ABC om het programma te annuleren, hoewel zijn eerste proces dat najaar onbeslist eindigde en na een tweede proces werd hij op 23 april 1961 snel vrijgesproken. Afgelopen oktober was ABC begonnen met het uitzenden van de populaire Fight of the Week in het voormalige tijdslot van het jubileum (de show had The Saturday Night Fights in 1955 vervangen).

## Artiesten

### Bezetting
De Ozark Jubilee-cast werd oorspronkelijk aangevoerd door Wanda Jackson, Norma Jean, Bobby Lord, Webb Pierce, Marvin Rainwater, Porter Wagoner en Slim Wilson, die ook frontman was van zowel het Tall Timber Trio, bestaande uit 'Speedy' Haworth (gitaar), Bob White (basgitaar) en 'Doc' Martin (steelgitaar) en de Jubilee Band, bestaande uit Haworth, Martin, White, Johnny Gailey (drums), Paul Mitchell (piano) en Zed Tennis (viool). Aanbevolen vocalisten waren Leroy Van Dyke, Suzi Arden, Chuck Bowers, Sonny James, Tommy Sosebee en Tabby West. Zangers Hawkshaw Hawkins en Jean Shepard, die elkaar tijdens de show ontmoetten, trouwden later.
De veelzijdige Wilson was ook de helft van Flash en Whistler van de show (met Floyd 'Goo Goo' Rutledge) en Rutledge was de helft van Lennie en Goo Goo (met Lennie Aleshire), beide comedyduo's met countrymuziek. Andere komieken waren Pete Stamper, Shug Fisher, Bill Ring van KWTO, Uncle Cyp en Aunt Sap Brasfield en Luke Warmwater.
De cast omvatte ook The Foggy River Boys, een zangkwartet dat later bekend werd als The Marksmen (George Richardson, Les Robertson, Don Taylor en Earl Terry); Harold Morrison (banjo) en Jimmy Gately (gitaar), een bluegrassduo; en The Wagoner Trio, bestaande uit Wagoner, Haworth en Don Warden (steel gitaar).
De huisband was eerst bekend als The Crossroads Boys, samengesteld uit Grady Martin, Billy Burke, Bud Isaacs, Tommy Jackson, Paul Mitchell, Jimmy Selph, Bob Moore en Mel Bly, maar de naam werd al snel veranderd in Bill Wimberly and His Country Rhythm Boys, een zevenkoppige band die in 1955 wekelijks afwisselde met Grady Martin and His Winging Strings, met Moore, Jackson, Isaacs en Hank Garland.
Pierce organiseerde het eerste half uur van de 90 minuten durende programma's eenmaal per maand vanaf 15 oktober 1955. Wagoner en James voegden zich bij hem in maandelijkse rotatie van januari tot ten minste juli 1956. Vervangende gastheren waren onder meer Wilson, Eddy Arnold en Jim Reeves (mei-juli 1958).
De Jubilee bestond uit twee squaredancegroepen: de Promenaders (met beller Lowell 'L.D.' Keller), een competitief team dat oorspronkelijk uit het Southwest Missouri State College kwam en een kindergroep uit Camdenton, Missouri, de (Lake of the Ozarks) Tadpoles (met beller Buford Foster). Verschillende andere groepen, waaronder de Ozark Sashayers (met beller Rex Kreider) en de tiener Wagon Wheelers (met beller Gary Ellison), maakten gastoptredens.
Foley's schoonzoon Pat Boone verscheen af en toe, net als zijn oudste dochter Betty. Willie Nelson en zijn uiteindelijke derde vrouw Shirley Simpson deden allebei auditie voor de show, maar alleen Simpson (gezien de artiestennaam Caddell) haalde het. Veel van de vaste cast waren inboorlingen of inwoners van de Ozarks.

#### The Jubilee en Brenda Lee
Op 23 februari 1956 weigerde de 11-jarige Brenda Lee $ 30 om te zingen bij een Swainsboro-radiostation om Foley en een bezoekende Jubilee-promotie-eenheid in het Bell Auditorium te zien. Een lokale diskjockey overtuigde Foley om haar voor de show te horen zingen. Hij was stomverbaasd en stemde ermee in om Lee die avond Jambalaya te laten zingen.
Jubilee-producent-regisseur Bryan Bisney nam contact op met haar stiefvader Buell 'Jay' Rainwater, die hem een bandopname mailde van Lee die Jambalaya zong bij een Augusta-radioshow met een momentopname van Lee in Cincinnati, Ohio met Jimmie Skinner (die was verschenen bij de voorstelling in 1955). Hij boekte haar netwerkdebuut voor 31 maart 1956 om Jambalaya te zingen bij de tweede Junior Jubilee-editie van de show.
De show ontving drie keer de gebruikelijke fanmail en bijna elke brief vroeg om haar weer te zien en Lee's familie verhuisde al snel naar Springfield. Hoewel haar vijfjarig contract met Top Talent werd verbroken door een rechtszaak uit 1957 die was aangespannen door haar moeder en haar manager, verscheen ze regelmatig in het programma gedurende de hele looptijd.

#### Carl Perkins,Blue Suede Shoesen Elvis
Carl Perkins en de Perkins Brothers Band maakten hun televisiedebuut bij Ozark Jubilee op 17 maart 1956 met Perkins' nummer 1-hit Blue Suede Shoes en de B-kant Honey Don't. De band bestond uit Perkins (leadgitaar en zanger), Jay Perkins (slaggitaar), Clayton Perkins (basgitaar) en W.S. Holland (drums). Toevallig speelde Elvis Presley het nummer diezelfde zaterdagavond bij de Stage Show van CBS-TV, die de Jubilee overlapte van 20:00 tot 20:30 uur. (Presley zong het nummer op 11 februari voor het eerst in de Stage Show). Een auto-ongeluk op weg naar New York verhinderde dat de band de volgende keer verscheen bij The Perry Como Show op 24 maart. Perkins keerde terug naar de Jubilee op 2 februari 1957 om opnieuw Blue Suede Shoes en zijn dan actuele hit Matchbox te zingen.
Zowel Perkins als Presley waren fans van de Jubilee. In 1955 zag Presley Charlie Hodge, zijn uiteindelijke vriend en toneelassistent, optreden in het programma. Hij ontmoette Hodge voor het eerst toen een Jubilee-promotie-eenheid later Memphis bezocht. Datzelfde jaar vroeg Presley Bobby Lord om hem in de show te laten verschijnen, maar Lord vertelde Presley dat de producenten hem als een 'flash in the pan' beschouwden.

#### Patsy Cline
Patsy Cline verscheen regelmatig op de Jubilee, wat haar de mogelijkheid gaf om haar eigen materiaal te kiezen voor een nationaal publiek. Ze verscheen voor het eerst in januari 1956 en keerde terug op 21 april. In 1957 verscheen ze op 9 februari en op 22 juni en trad ze op met Walkin' After Midnight en Try Again. Op 10 augustus 1957 zong ze haar nieuwe singles Three Cigarettes (In an Ashtray) en Try Again. Haar verschijning op 5 december omvatte het duet Make Believe met Foley, I Don't Wanna Know en Then You'll Know. Tijdens het programma presenteerde Foley Cline met «The Billboard's Most Promising County & Western Female Artist» award en de Music Vendor magazine's award voor «Greatest Achievement in Records» in 1957 (voor Walkin' After Midnight).
In 1958 verscheen Cline op 21 februari en 26 april. Op 7 november 1959 zong ze Walkin' After Midnight en Come on In, daarna Let's Go to Church in duet met Slim Wilson. Op 7 december zong ze haar Got a Lot of Rhythm in My Soul en Lovesick Blues, uitgebracht in januari 1960 en zong ze duetten met Ferlin Husky (Let it Snow) en Foley (Winter Wonderland). Op 4 juni 1960 soleerde Cline met Lovesick Blues en How Can I Face Tomorrow, uitgebracht in juli en zong ze I'm Hogtied Over You met Cowboy Copas en Rueben, Reuben met June Valli en Eddy Arnold.

## Junior Jubilee
Elke vierde zaterdag van 31 maart tot en met 15 september (en op 13 december) 1956, presenteerde een speciale editie van Ozark Jubilee jonge countrymuziekartiesten. Junior Jubilee werd uitgezonden van 19.30 tot 20.00 uur toen ABC The Grand Ole Opry van 20.00 tot 21.00 uur op televisie uitzond. Hoewel Foley verscheen, was de 10-jarige zangeres Libby Horne uit McAlester (Oklahoma) de schijnbare 'Master of Ceremonies'. Brenda Lee verscheen voor het eerst op het programma. Andere artiesten waren onder meer de zevenjarige zanger 'Cookie' McKinney, gitarist John 'Bucky' Wilkin, de 12-jarige violist Clyde Wayne Spears, zanger/gitarist Mike Breid, de zevenjarige Billy Joe Morris en kindersquaredansers de Whirli-jiggers. Junior Jubilee verscheen voor het eerst als een showsegment op 19 november 1955 en keerde terug als een deel van Jubilee USA op 8 november 1958.

## Leden
- Susie Arden
- Eddy Arnold
- The Browns
- Smiley Burnette
- Shirley Caddell
- Bill Carlisle
- Merl Lindsay
- Arlie Duff

- Johnny Gailey
- Hawkshaw Hawkins
- Wanda Jackson
- Sonny James
- Norma Jean
- The Jubilaires
- Brenda Lee

- Bobby Lord
- Brian 'Doc' Martin
- Grady Martin
- Marksmen (Foggy River Boys)
- Paul Mitchell
- Bob Moore
- Penny Nichols

- Philharmonics
- Webb Pierce
- Marvin Rainwater
- Jean Shepard
- Zed Tennis
- Leroy Van Dyke
- Porter Wagoner

## Gasten
- Roy Acuff
- David „Stringbean“ Akeman
- Rex Allen
- Chet Atkins
- Gene Autry
- Boyd Bennett
- Johnny Bond
- Pat Boone
- Margie Bowes
- Carter Family
- Johnny Cash
- Don Cherry
- Buddy Childers
- Lew Childre sr.
- Sanford Clark
- Patsy Cline
- Cowboy Copas
- Jimmie Davis

- Jimmy Dean
- Little Jimmy Dickens
- Rusty Draper
- Jimmy Driftwood
- Tommy Duncan
- Original Gospel Harmonettes
- Bobby Helms
- Johnny Horton
- Homer and Jethro
- David Houston
- Jan Howard
- Ferlin Husky
- Stonewall Jackson
- Betty Johnson
- George Jones
- Grandpa Jones
- Pee Wee King
- Roy Lanham

- Snooky Lanson
- Hank Locklin
- Little Eller Long
- Leon McAuliffe
- Frankie Miller
- Patsy Montana
- George Morgan
- Oklahoma Wranglers
- Buck Owens
- Bashful Brother Oswald
- Minnie Pearl
- Carl Perkins
- Ray Price
- Jim Reeves
- Don Reno
- Tex Ritter
- Marty Robbins
- Margie Singleton

- Carl Smith
- Bill Strength
- Tom Tall
- Hank Thompson
- Mel Tillis
- Mitchell Torok
- Merle Travis
- June Valli
- Jimmy Wakely
- June Webb
- Kitty Wells
- Speedy West
- Tex Williams
- Bob Wills
- Jim Wilson
- Del Wood
- Faron Young